# Märta Svensson
Astrid Märta Viola Svensson, född 16 september 1959 i Värnamo, Jönköpings län, är en svensk gospelsångare.
Märta Svensson är utbildad musik- och sånglärare som gick ut musikhögskolan i Göteborg 1983. Hon har gjort olika framträdanden i tv, bland annat i serien "Minns du sången" åren 1998 till 2000.

## Diskografi i urval
- 1982 – Jesus vi ber till dig (singel)
- 1984 – Gospel – glädje för livet (Prim)
- 1987 – Gospel är mitt liv (Prim)
- 1992 – Befriande (Prim)
- 1994 – Something Good
- 1998 – Minns du sången – live från TV-serien (Viva)
- 2002 – Min bästa stund (Vocal Production)